# Carmen Jähnke
Carmen Jähnke (* 7. September 1946 in Groß Quenstedt; † 26. August 2022) war eine deutsche Politikerin (SPD) und thüringische Landtagsabgeordnete.

## Leben und Leistungen
Sie beendete die Schulausbildung 1966 mit dem Abitur in Koblenz. Danach arbeitete sie als Rechtspflegeanwärterin im Justizdienst in Rheinland-Pfalz. Im Jahr 1972 schloss sie die Fachhochschule als Diplom-Rechtspflegerin ab und war im OLG-Bezirk Koblenz tätig. 1991 folgte die Abordnung als Verwaltungshilfe nach Thüringen. Im Jahr darauf wurde sie in den Landesdienst versetzt. Jähnke war von 1994 bis 1999 Abgeordnete des Zweiten Thüringer Landtags. Sie war Mitglied des SPD Kreisvorstands Gera. Jähnke war geschieden und hatte ein Kind. 